# Сфатул Цэрий

Знамя Сфатул Цэрий

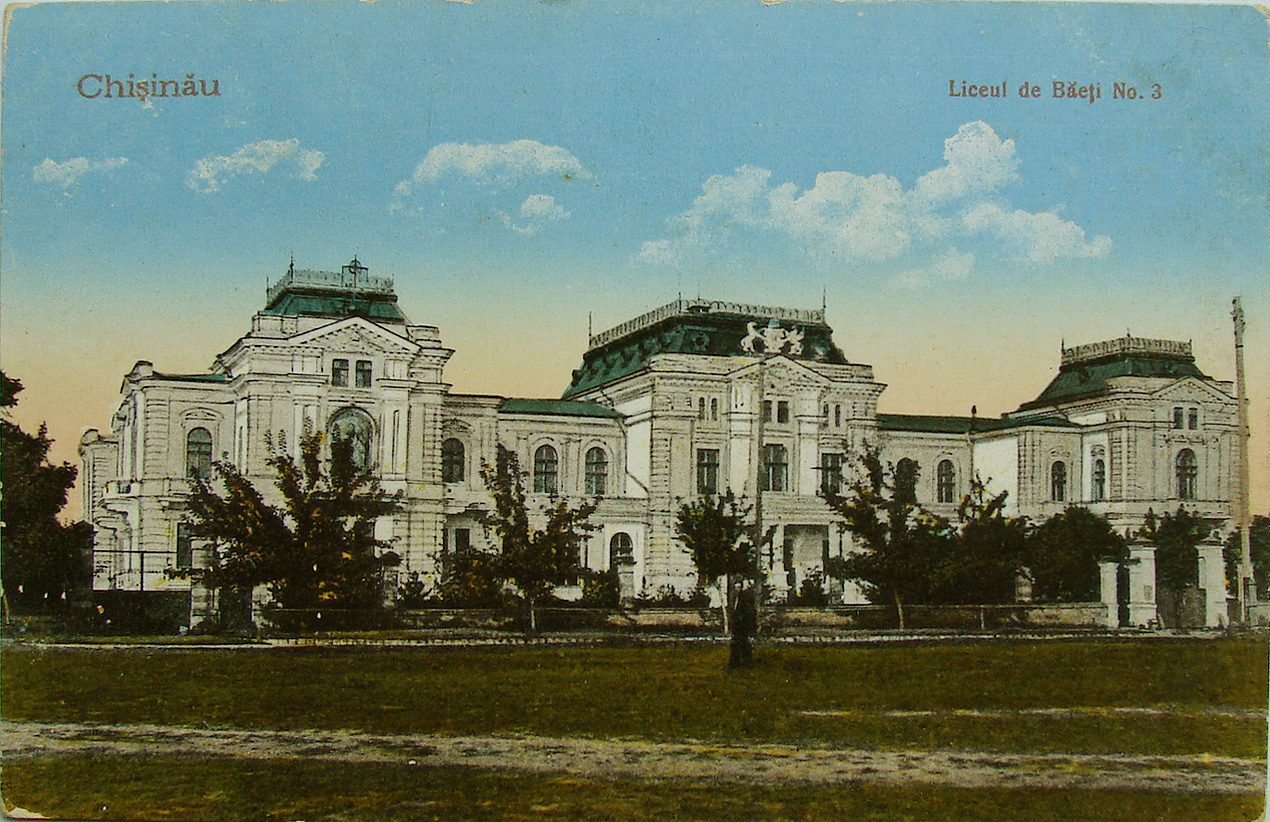
Здание 3-й мужской гимназии в Кишинёве — резиденция Сфатул Цэрий в 1918 году

Сфа́тул Цэ́рий (Краевой Совет; рум. Sfatul Ţării — Совет страны) — орган государственной власти в Бессарабии. Создан 21 ноября (4 декабря) 1917 года. Провозгласил Молдавскую Народную Республику (в дальнейшем, с 24 января (6 февраля) 1918 года Молдавская Демократическая Республика) и признал присоединение Бессарабии к Румынии, после чего прекратил своё существование 27 ноября (10 декабря) 1918 года.

## История
Сфатул Цэрий был частично сформирован на так называемом Военно-молдавском съезде. Открытие состоялось 21 ноября (4 декабря) 1917 года. Открытие первого заседания освятил Гурие Гросу во дворце Сфатул Цэрий. Председателем был эсер И. К. Инкулец, вице-председателем — П. Н. Халиппа; исполнительный орган — Совет генеральных директоров (Директориат); издавалась газета «Сфатул цэрий».
Сложившаяся ситуация, а также беспорядки в стране и курс Центральной рады УНР на независимость заставили Сфатул Цэрий 2 (15) декабря 1917 года принять декларацию, провозглашавшую образование Молдавской Народной Республики. Депутаты Сфатул Цэрий проинформировали официальной телеграммой правительство в Петрограде. Новая республика была признана Петроградским Советом и Советом Народных Комиссаров РСФСР.
7 (20) декабря 1917 года был организован Совет генеральных директоров, состоящий из девяти министров во главе с П. Ерханом. Были назначены комиссары в уездах, делались попытки создания армии, создавались комитеты по выработке законов. Однако Сфатул Цэрий не располагал ни административными, ни финансовыми возможностями для поддержания общественного порядка в республике. Тем временем возросло влияние Советов. В этих условиях лидеры Сфатул Цэрий начали вести переговоры с румынским правительством о введении войск в Молдавию. Сведения об этих переговорах просочились, что вызвало массовый протест населения. Не дожидаясь завершения переговоров, 7 декабря[календарный стиль?] 1917 года под предлогом закупки продовольствия два полка румынской армии пересекли Прут, заняли Леово и несколько приграничных сёл. Большевики Кишинёвского гарнизона смогли выставить заслон румынским войскам, а революционно настроенные солдаты взяли под контроль приграничную станцию Унгены.
20 декабря[календарный стиль?] в Кишинёве и других городах были распространены прокламации, разоблачающие деятельность Сфатул Цэрий и обвиняющие его в продаже Бессарабии Румынии. Правительство МНР отвергало эти обвинения. 21 декабря[календарный стиль?] в «Бессарабской жизни» была опубликована информация, что «сёла Погэнешть, Сарата Рэзешть и Войнешть окружены румынскими армиями, которые стреляют по населению». Резолюции, выражавшие протест против ввода румынских войск, опубликовали многие общественные организации, включая крестьянские съезды Хотинского и Бельцкого уездов, второй съезд Румчерода и другие.
28 декабря[календарный стиль?] 1917 года на заседании Сфатул Цэрий в Крестьянской фракции П. Ерхан поставил на голосование вопрос о необходимости ввода румынских войск «для борьбы с анархией, охраны продовольственных складов, железных дорог и заключения иностранного займа». Это предложение было принято большинством голосов (38).
8 января[календарный стиль?] румынские войска начали наступление на северные и южные районы Молдавской Народной Республики. Силы были неравные и после нескольких дней кровопролитных боёв революционный штаб покинул Кишинёв и 13 января[календарный стиль?] его заняли румынские войска. 15 января[календарный стиль?] Сфатул Цэрий по инициативе И. Инкулеца провёл торжественное заседание в честь приёма румынского генерала Е. Броштяну. В своих заявлениях Сфатул Цэрий убеждал население, что румынские войска пришли лишь для борьбы с анархией и охраны железных дорог и складов.
22 января 1918 года[календарный стиль?] министр П. Ерхан информировал Сфатул Цэрий, что Украинская Народная Республика провозгласила независимость. На заседании в ночь с 23 на 24 января[календарный стиль?] в условиях дислокации на территории республики румынских войск Сфатул Цэрий провозгласил независимость. В декларации о независимости провозглашались демократические права и свободы, равенство народов, передача земли крестьянам и тому подобные.
Руководители Сфатул Цэрий И. Инкулец и Д. Чугуряну предприняли несколько поездок в Яссы с целью консультации по вопросу объединения Бессарабии с Румынией с румынским правительством, находившимся в этом городе, так как Бухарест был оккупирован немецкими войсками. В результате переговоров был разработан план, согласно которому вопрос о присоединении должен решаться Сфатул Цэрий, а не референдумом, и после присоединения Бессарабия сохранит статус провинциальной автономии, Сфатул Цэрий останется высшим органом власти и будет избираться всенародным голосованием.
С 1 (13) января по 27 марта (9 апреля) 1918 года пятеро депутатов Сфатул Цэрий, выступавших против присоединения Бессарабии к Румынии (Рудьев, Новаков, Катарос, Прахницкий, И. Панцырь и П. Чумаченко) были расстреляны по приказу румынского военного командования. Многие депутаты, опасавшиеся подобной судьбы, бежали из Бессарабии. При попытке перехода Днестра была также расстреляна Надежда Гринфельд — одна из двух женщин-депутатов.
27 марта (9 апреля) 1918 года на заседании Сфатул Цэрий был поставлен вопрос об объединении Бессарабии с Румынией. Была объявлена Молдавская Демократическая Республика. Во время голосования здание, где заседал Сфатул Цэрий, было окружено румынскими войсками с пулемётами, на самом голосовании присутствовали румынские военные власти. Голосование, вопреки протестам некоторых депутатов, было открытым, а не тайным.

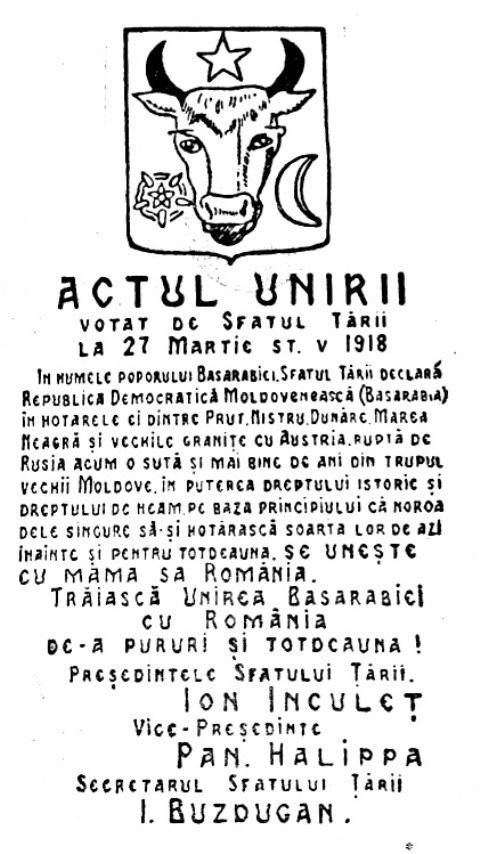
Декларация об объединении Бессарабии и Румынии

Представители немецкого, болгарского и гагаузского меньшинств заявили, что в этом вопросе воздерживаются от голосования. Представитель крестьянской фракции В. Цыганко и представитель Русской культурной лиги А. Грекулов заявили, что вопрос объединения можно решить только путём всенародного референдума. Однако к их аргументам не прислушались, и было проведено открытое поимённое голосование. За присоединение проголосовало 86 депутатов, против — 3, воздержались — 36, отсутствовали на заседании — 25.
В регионе начались массовые забастовки и восстания.
В ноябре началась подготовка к мирной конференции в Париже, на которой Румыния намеревалась добиться международного признания объединения. Румынское правительство организовало созыв Сфатул Цэрий с целью принятия решения о безоговорочном объединении Бессарабии с Румынией без каких бы то ни было условий об автономии. Перед открытием Сфатул Цэрий генеральный комиссар Бессарабии генерал Войтяну пригласил депутатов и убеждал их отказаться от автономии.
На заседании 25—26 ноября 1918 года[календарный стиль?] было принято решение о безусловном присоединении Бессарабии к Румынии, ликвидировавшее все условия акта от 27 марта 1918 года. Вскоре после принятия этого решения Сфатул Цэрий прекратил своё существование. Значительная часть депутатов выразила протест по этому поводу и даже направила меморандум румынскому правительству с требованиями восстановить автономию согласно акту от 27 марта, но их претензии не были приняты во внимание.
Следующие 22 года Бессарабия входила в состав Румынии. Присоединение Бессарабии к Румынии никогда не признавалась Советским правительством.

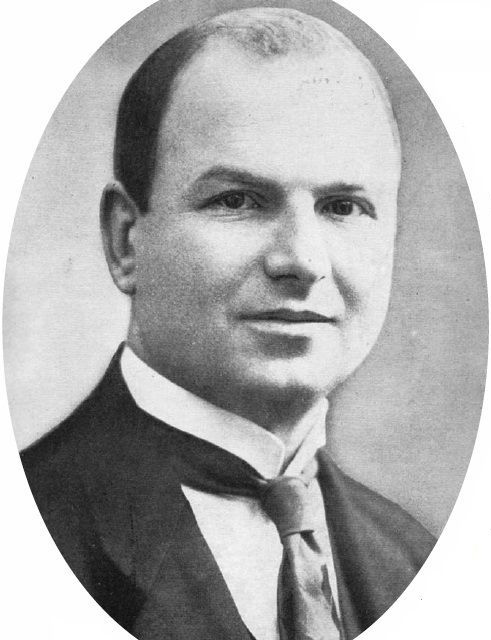
Ион Инкулец — председатель Сфатул Цэрий
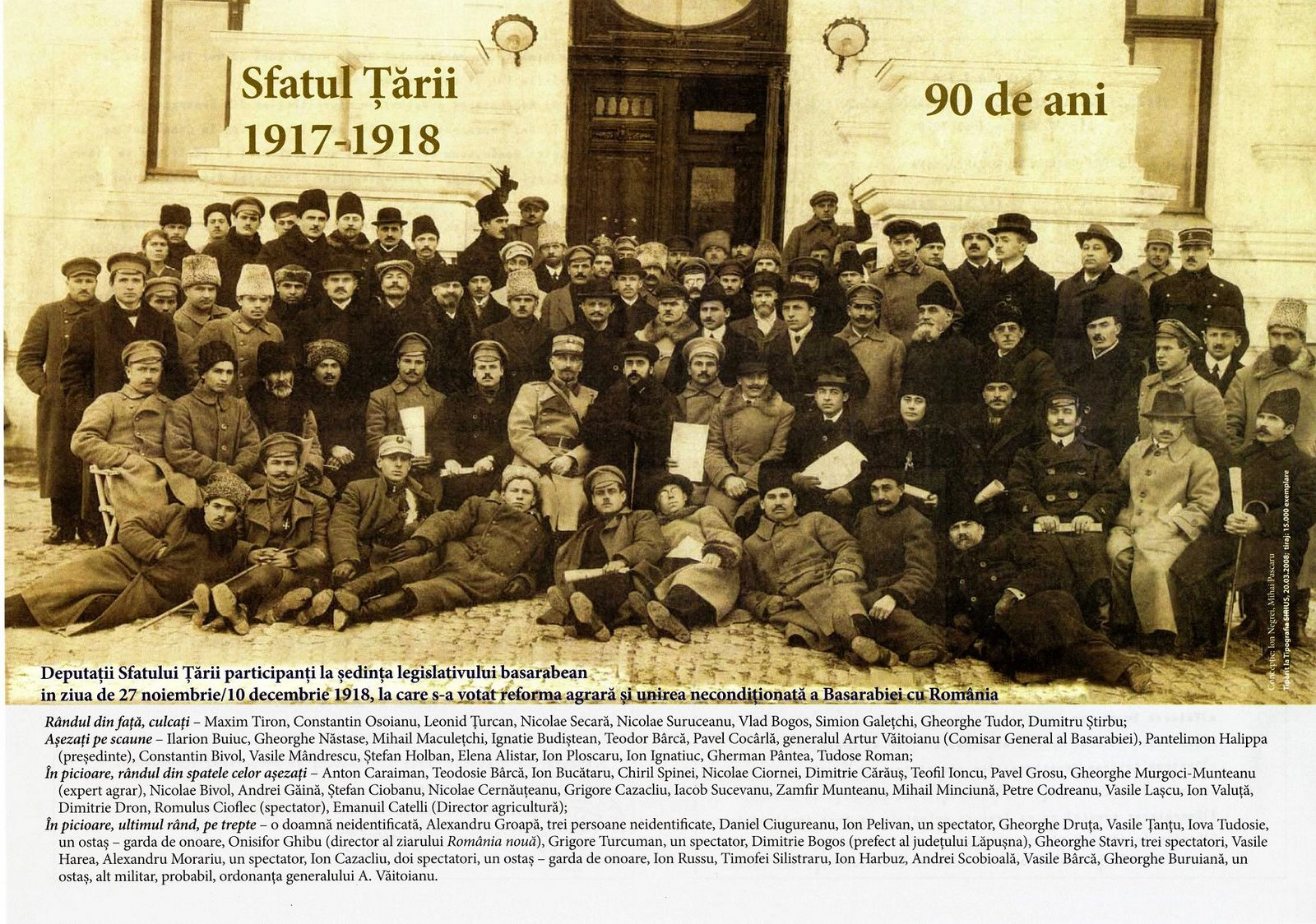
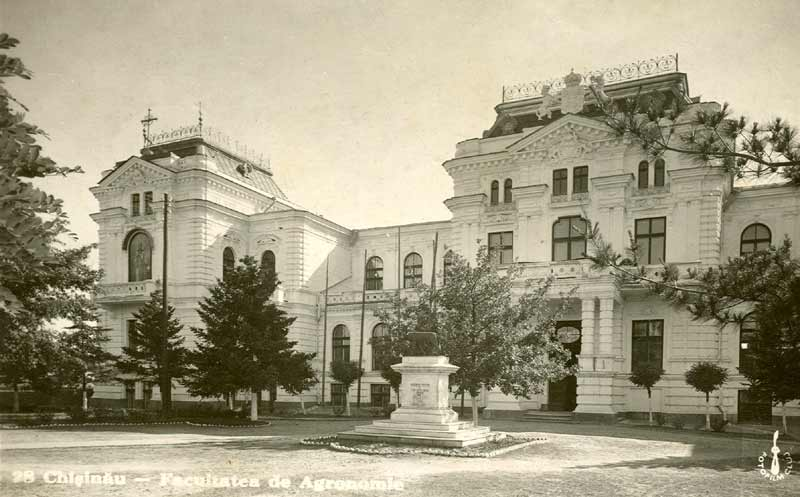
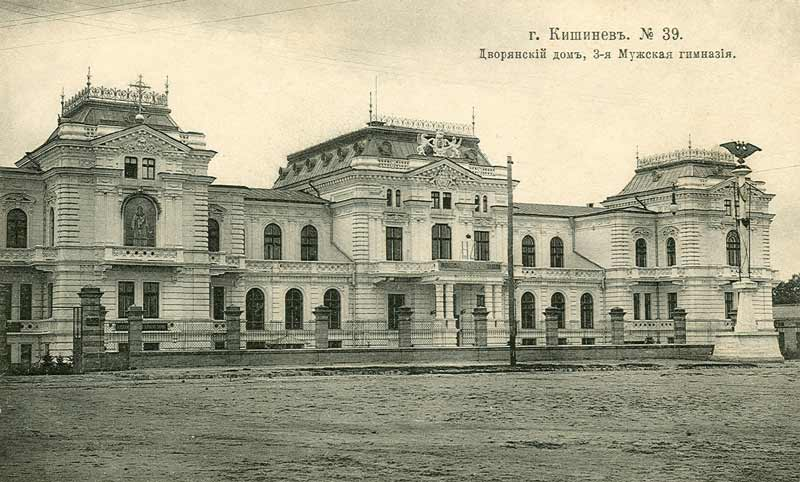
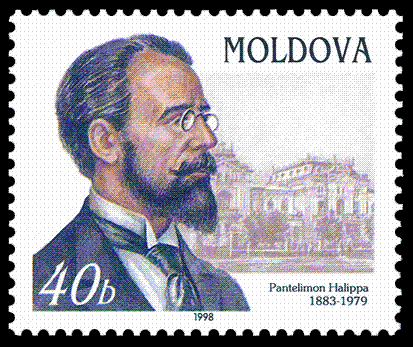
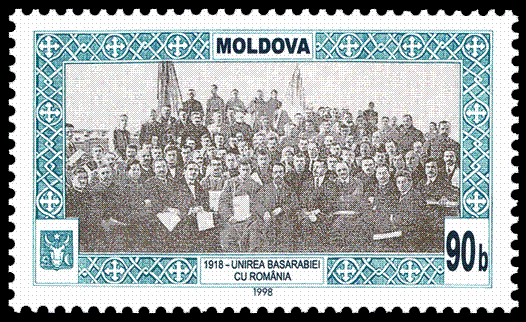
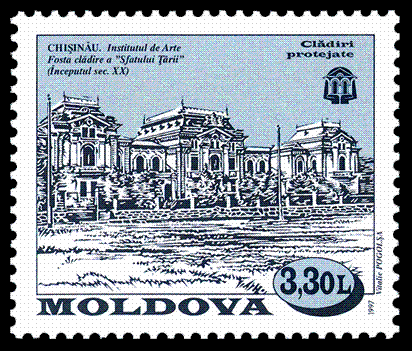
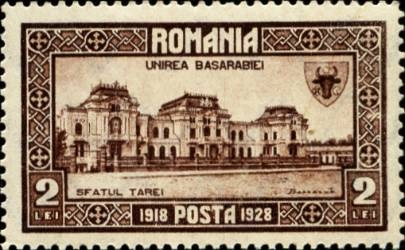

## Сфатул Цэрий в литературе
- Именно в Сфатул Цэрий собрался жаловаться на ограбивших его румынских пограничников на берегу Днестра «Великий комбинатор» Остап Бендер.